# NVIDIA TurboCache
TurboCache技術是NVIDIA發明，顯示卡會透過PCI-E介面借用系統記憶體，作為顯示記憶體。這是動態借用的，當執行2D程序時，便會釋放借用了的系統記憶體。而顯示卡上亦會內建記憶體，作為緩衝。NVIDIA最先將此技術应用在GeForce 6200 TC上。
其实顯示卡能借用系統記憶體，全因為晶片組的設計。晶片組能指示系統借用系統記憶體，作為顯示記憶體。在AGP 2X時代，晶片組已有此功能，但AGP頻寬比較小，業者不太乐意采用，怕會嚴重影響顯示卡效能。但現在的PCI-E 16x 頻寬充足，同時系統記憶體最少也有256MB。NVIDIA在不大幅影響效能的情況下，率先应用，以降低顯示卡成本。

## 記憶體定義
如果顯示卡上使用的是8x32的32MB顆粒，預設時脈將會為550MHz DDR。
如果顯示卡上使用的是4x32的16MB顆粒，預設時脈將會為700MHz DDR。
- 當顯示卡上的記憶體頻寬是32Bit，16MB記憶體，而其有效頻寬則变為64Bit，最高可使用128MB記憶體。
- 當顯示卡上的記憶體頻寬是32Bit，32MB記憶體，而其有效頻寬則变為64Bit，最高可使用128MB記憶體。
- 當顯示卡上的記憶體頻寬是64Bit，32MB記憶體，而其有效頻寬則变為128Bit，最高可使用128MB記憶體，这模式效能最佳。
- 當顯示卡上的記憶體頻寬是64Bit，64MB記憶體，而其有效頻寬則变為128Bit，最高可使用256MB記憶體。但記憶體的時脈較低，效能竟較差。

註：系統需有512MB系統記憶體。若系統記憶體少过512MB，顯示卡最高只可使用64MB記憶體。

## 產品支援
- GeForce 6200 TC
- GeForce 6100/6150（整合繪圖晶片於主機板上）
- GeForce 6500 TC
- GeForce 7300 LE/GS
- GeForce 7500 LE
- GeForce 8400GS
- GeForce 8500 GT

## 優點
- 降低顯示卡成本

## 缺點
- 由於使用者觀念关係，顯示卡價格也降低不少，造成6200TC銷售情形普普，之後支援TurboCache的只有低階卡和OEM裝機的顯示卡。

- 有部分顯示卡廠商利用此技術虛標顯示卡內建記憶體容量。(直接標示TC後的記憶體大小且通常TC字樣寫的不明顯)

## 对手產品
- ATi HyperMemory
- S3 Graphics AcceleRAM LowFB
- XGI eXtreme Cache